# Metapogon holbrooki
Metapogon holbrooki là một loài ruồi trong họ Asilidae. Metapogon holbrooki được Wilcox miêu tả năm 1964. Loài này phân bố ở vùng Tân Bắc giới.